# Bödele

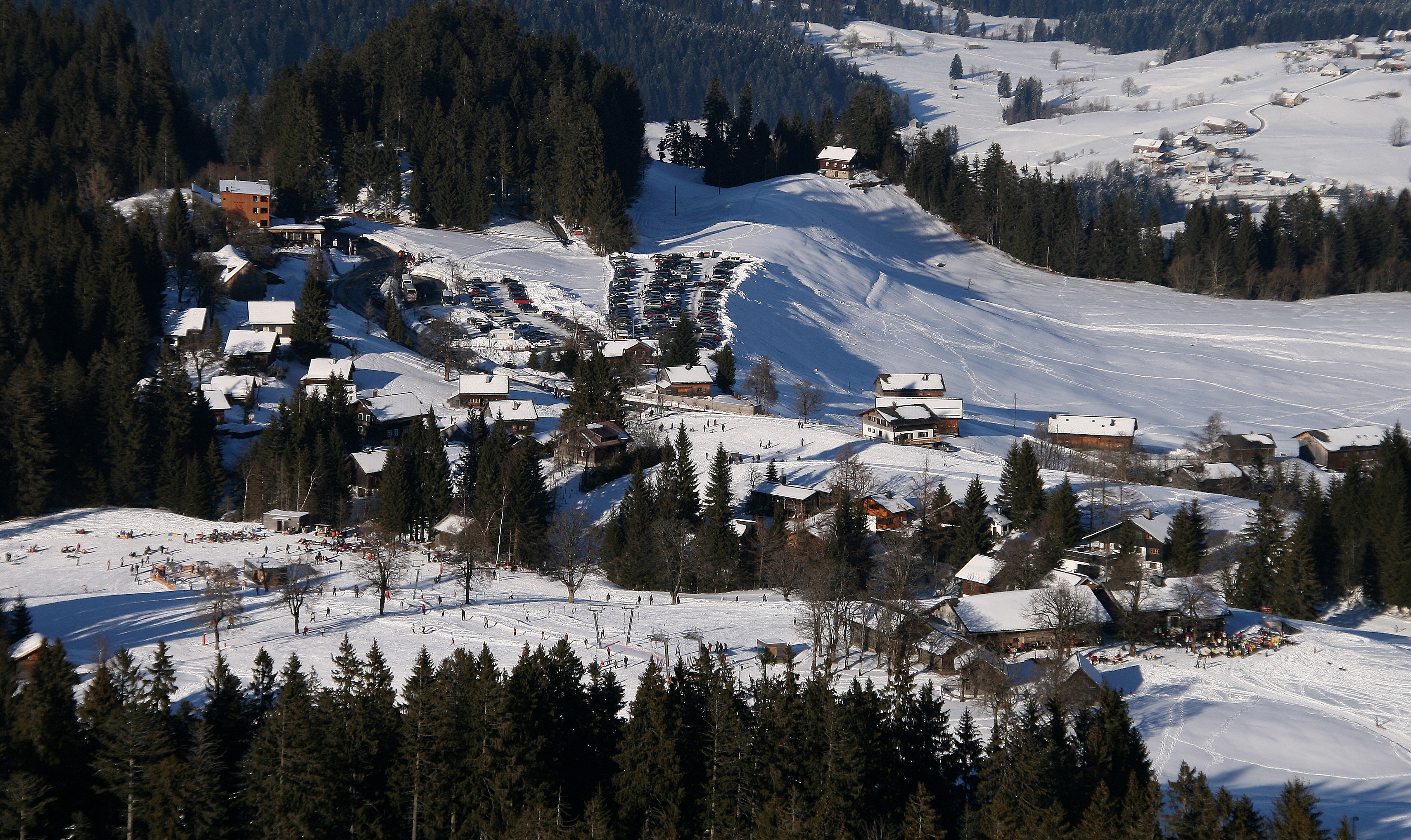
Blick von der Bergstation Lank auf die Meierei, Oberlose und Bödele

Das Bödele ist ein Naherholungsgebiet am Losenpass an der Vorarlberger Landesstraße 48 zwischen der Stadt Dornbirn im Vorarlberger Rheintal und der Gemeinde Schwarzenberg im Bregenzerwald.

## Geografie

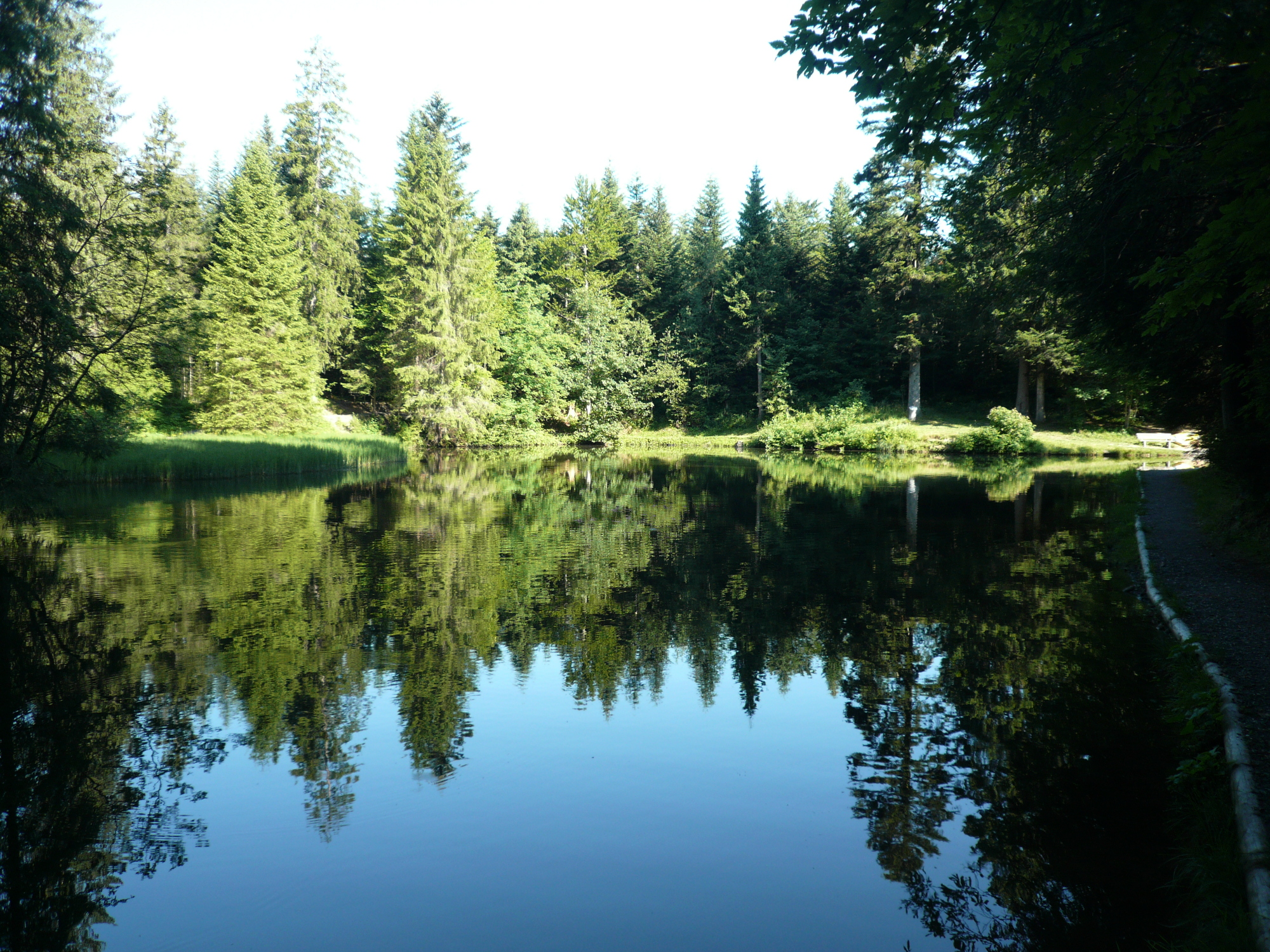
Der Bödelesee

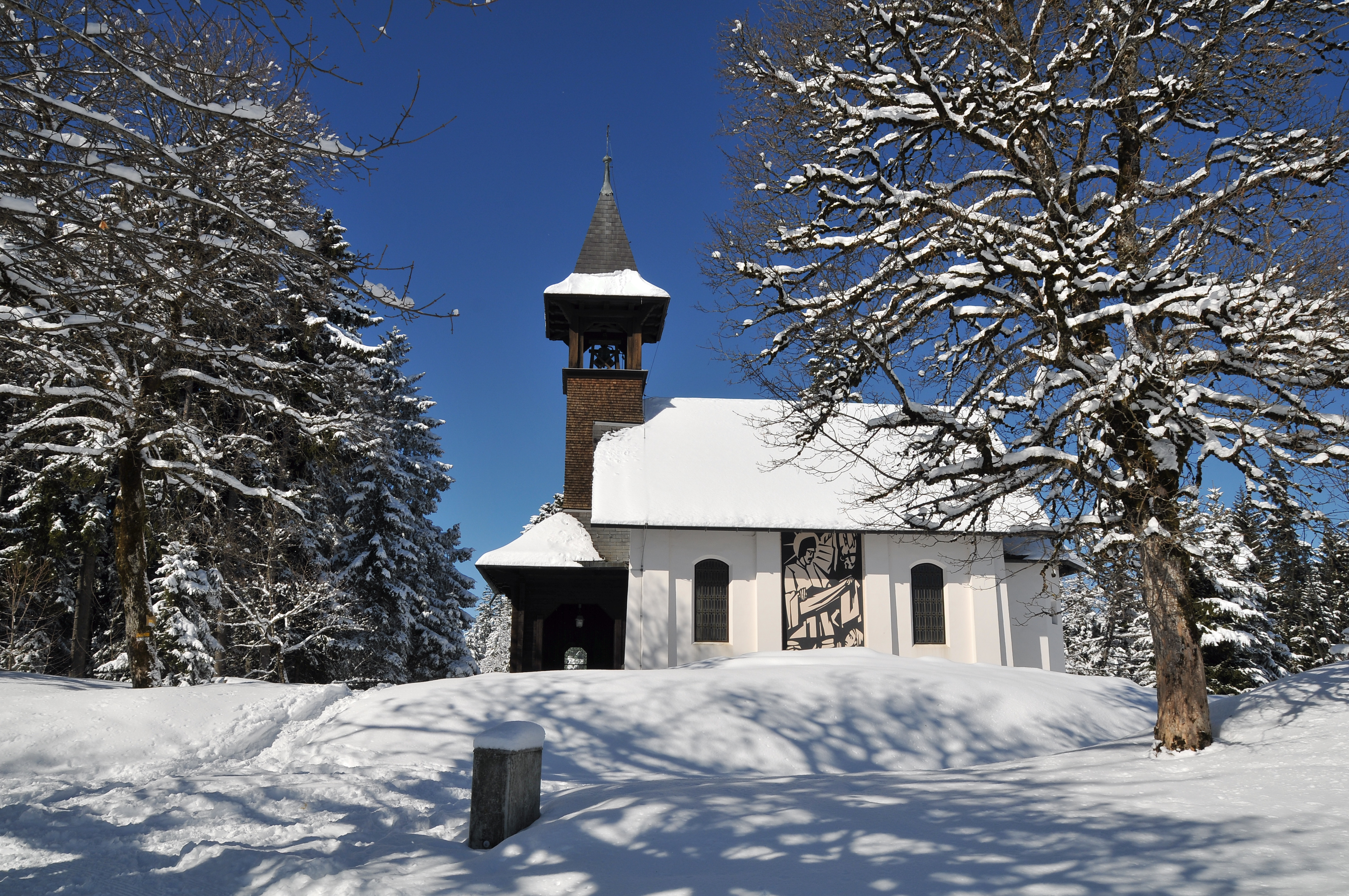
Kapelle hl. Maria, gestiftet von Otto Hämmerle

Politisch gehört das Gebiet des Bödeles zur Gemeinde Schwarzenberg, allerdings wird es als Naherholungsgebiet vor allem von der Dornbirner Bevölkerung genutzt, weshalb die Dornbirner es auch durchaus als „ihr“ Bödele bezeichnen. Oftmals wird auch die Bezeichnung Bödele bei Dornbirn verwendet.
Der Losenpass verbindet auf einer Meereshöhe von 1139 Meter die Talschaften Rheintal und Bregenzerwald. Die höchste Erhebung im Bödelegebiet ist der Hochälpelekopf mit einer Höhe von 1464 Meter.

## Geschichte
Das Bödele war früher ein Vorsäß, ehe Otto Hämmerle – der älteste Sohn von Franz Martin Hämmerle und Gesellschafter des Dornbirner Textilunternehmens F. M. Hämmerle – um 1900 die zwölf Vorsäß-Hütten auf der Oberlose kaufte.
Er richtete einen Alpbetrieb mit Sennerei ein und ließ die freigewordenen Hütten zu Ferienhäusern, die vorwiegend von Angehörigen und Freunden der Hämmerle-Familie zur Sommerfrische genutzt wurden, umbauen.
1904 erwarb Otto Hämmerle von Josef Klocker das Gasthaus am Bödele, welches er in Etappen zum Alpenhotel Bödele ausbauen ließ. Die von ihm gestiftete Kapelle heilige Maria und ein künstlich angelegter See, zunächst genutzt für die Forellenzucht und später als Badesee, genannt der Bödelesee, sollten zudem Touristen anlocken. 1907/08 ließ Hämmerle auf eigene Kosten auch eine Fahrstraße von Dornbirn aus auf das Bödele errichten.
Am 3. Februar 1938 gegen 4 Uhr in der Früh fiel das Alpenhotel Bödele samt Nebengebäuden einem Brand zum Opfer; geführt wurde es seinerzeit von Ottos Sohn Karl Hämmerle. Erst 1952 wurde der Hotelbetrieb in einem weiter südlich gelegenen, erweiterten ehemaligen Landhaus wieder aufgenommen. Der Gesamtschaden wurde mit 470.000 Schilling (Stand 2022: rund 1,8 Mio. Euro) angegeben.
Nach dem Anschluss Österreichs an das Deutsche Reich im März 1938 hatte sich eine Gesellschaft Alpenhotel Bödele gebildet, an der die Gemeinde Dornbirn unter dem Nationalsozialisten und Bürgermeister Paul Waibel mehrheitlich beteiligt war. Forciert wurde von einflussreichen Dornbirnern die Idee, für die NS-Organisation Kraft durch Freude eine Freizeitanlage mit 200 bis 250 Betten auf dem Bödele zu errichten. Eine Idee, die jedoch später – kriegsbedingt – verworfen wurde.

## Wirtschaft

### Tourismus
Das Bödele wird eigentlich weniger von fern angereisten Touristen als von den Bewohnern der näheren Umgebung genutzt. Hier sind es vor allem die Bewohner der Stadt Dornbirn, die gerne das Naherholungsgebiet unweit ihrer Stadt in Anspruch nehmen. Besonders an Tagen, an denen das Rheintal mit Nebel überzogen ist, pilgern die Städter den nahen Weg (mit dem Auto zirka 15 Minuten, mit dem Bus 18 Minuten ab Stadtzentrum Dornbirn) zur Sonne aufs Bödele.
Aber auch viele Freunde der Natur und des Skisports aus den umliegenden Rheintalgemeinden bzw. dem Bodenseegebiet sind auf dem Bödele anzutreffen.
Ironisch wurden Teile des Bödeles (das Hochälpele) in der Vergangenheit, unter Bezugnahme auf die hier gerne sportausübenden Schwaben aus der Grenzregion, auch als „Schwabenfalle“ bezeichnet.
Das von Otto Hämmerle in den frühen Jahren des 20. Jahrhunderts errichtete Alpenhotel Bödele konnte in den Anfangsjahren noch sehr gute wirtschaftliche Erfolge verzeichnen. Nach dem Tod Hämmerles 1916 ging es mit dem Hotelbetrieb stetig bergab. Die Weltwirtschaftskrise und die Tausend-Mark-Sperre trugen das Ihrige dazu bei.
Im Jahre 1959 kam zum Alpenhotel der Berghof Fetz als zweites Hotel hinzu.
Das Alpenhotel Bödele wurde ab Mitte der 1980er-Jahre von Weltcupsieger Marc Girardelli und seiner Familie geführt. Im Jahr 2006 wurde das 2001 ebenfalls abgebrannte jüngere Alpenhotel an neue Besitzer übergeben.

### Skisport

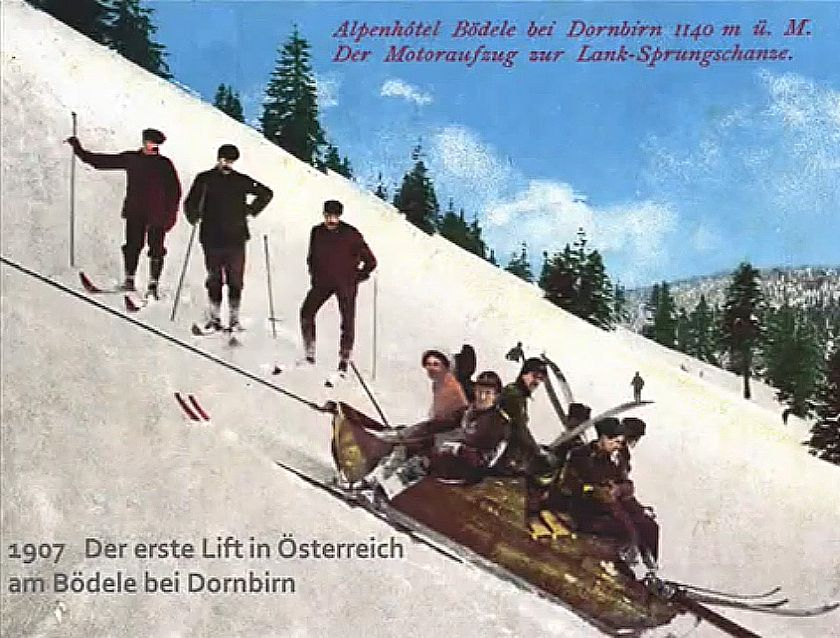
Der Motoraufzug zur Lank-Sprungschanze am Bödele gilt als weltweit erste mechanische Aufstiegshilfe mit Motor im Wintersport (1907/1908)

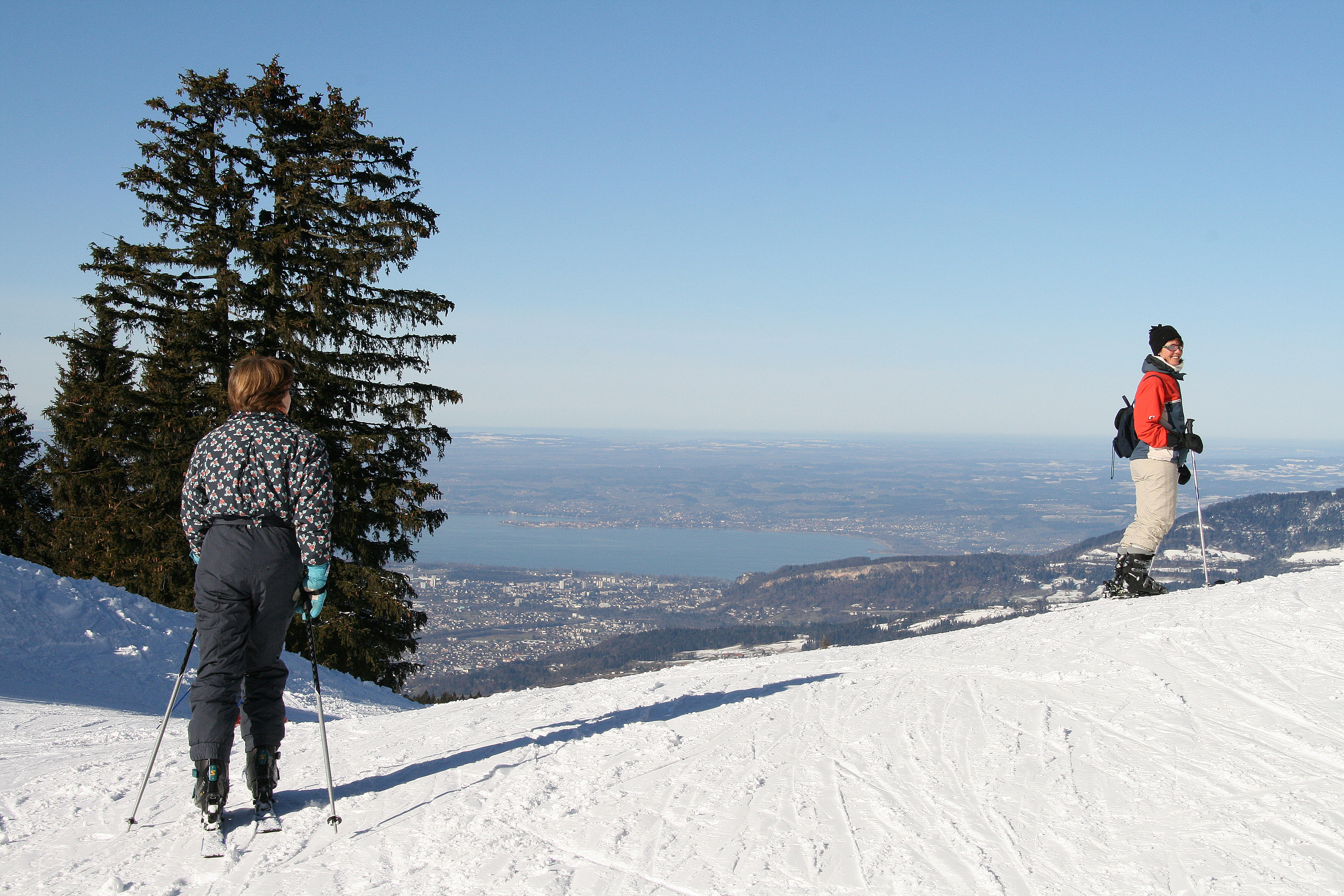
Auf dem Lank, Blick zum Bodensee

Schon seit 1899 machte der Dornbirner Skipionier Viktor Sohm zusammen mit seinen Freunden Skitouren auf dem Bödele.
Bereits 1904 gab es das erste Skispringen auf noch einfachen Sprunghügeln am Bödele. Heute ist die Lankschanze eine von der FIS homologierte Sprungschanze mit einer Konstruktionsweite von 83 Metern.
1907 wurde der erste Skilift Mitteleuropas am Bödele in Betrieb genommen. Freilich war diese Konstruktion nicht mit einer modernen Aufstiegshilfe von heute zu vergleichen (siehe Schlittenlift Bödele).
Es handelte sich vielmehr um eine Art Schlitten, der über ein Seil von einem Motor den Berg hinaufgezogen wurde. Trotzdem kann aufgrund dieser frühen Entwicklung das Bödele durchaus zusammen mit dem Arlberg als Wiege des Skisports in den Alpen bezeichnet werden.
1950 wurde am Lank schließlich ein Schlepplift errichtet und 1951 in Betrieb genommen („Lanklift“).
Im Jahr 1957 folgte der Schlepplift auf den Hochälpelekopf. Der Lanklift wurde 2000 zu einer 4er-Sesselbahn umgebaut. Heute umfasst das Skigebiet Bödele-Schwarzenberg zwölf Aufstiegshilfen, davon zwei Doppelschleppliftanlagen (Weisstanne 1+2 bzw. Oberlose 1+2) und einen 2015 in Betrieb genommenen Tellerlift (Schanzenblick).
Am 10. Jänner 1987 fand auf der Spielmoosabfahrt eine Weltcup-Abfahrt der Damen statt, und am 6./7. Jänner 1989 wurden nochmals zwei Weltcup-Riesentorläufe der Damen ausgetragen.
Der aus Lustenau stammende für Luxemburg startende mehrfache Weltcupsieger Marc Girardelli nutzte das nahe Bödele als Kind und Jugendlicher – aber auch später, als er das Alpenhotel Bödele erworben hatte – für seine Trainingseinheiten.